# Nointel (Val-d’Oise)
 Nointel ist eine französische Gemeinde mit 887 Einwohnern (Stand 1. Januar 2022) im Département Val-d’Oise der Region Île-de-France; sie gehört zum Arrondissement Pontoise und zum Kanton L’Isle-Adam. Die Einwohner werden Nointellois genannt.

## Geschichte
Die Herrschaft Nointel existierte ab dem 11. Jahrhundert. Sie unterstand als Unterlehen der Grafen von Beaumont dem niederen Ortsadel. Als diese Familie ausstarb, übernahm die Familie Turmenyes die Grundherrschaft bis zur Französischen Revolution.

## Bevölkerungsentwicklung
| Jahr      | 1962 | 1968 | 1975 | 1982 | 1990 | 1999 | 2007 | 2011 |
| Einwohner | 398  | 429  | 508  | 471  | 782  | 754  | 723  | 846  |

## Sehenswürdigkeiten
Siehe auch: Liste der Monuments historiques in Nointel (Val-d’Oise)
- Schloss Nointel (1680, die gesamte Domaine ist seit 1992 Monument historique)
- Kirche Saint-Denis (ursprünglich 12./13. Jahrhundert)
- Waschhaus